# 울어라 펜
『울어라 펜』(일본어: 吼えろペン 호에로 펜[*])은 시마모토 카즈히코의 만화 작품이다. 시마모토 본인을 모델로 한 가상의 만화가 호노오 모유루의 작품활동을 소재로 삼는 코미디 만화다. 
전작으로 『타올라라 펜』(일본어: 燃えよペン 모에요 펜[*])이 있으며, 속편으로 『신 울어라 펜』(일본어: 新吼えろペン 신 호에로 펜[*])이 있다. 『타올라라 펜』과 『울어라 펜』 사이에 『타올라라 펜 제2부』가 있었으나, 이 작품은 게재 직후 연재지가 폐간되어 1화에 그쳤다. 프리퀄격 작품으로 『아오이 호노오』가 있다.

## 등장인물
호노오 모유루(일본어: 炎尾 燃)
작가 시마모토 카즈히코 본인을 모델로 한 주인공. 열혈 만화가. 불꽃 프로덕션(炎プロ)이라는 화실을 가지고 있다. 럭비 헤드기어를 항상 머리에 쓰고 있다. 열혈한이라 지기 싫어하는 성격을 가지고 있고, 텐션이 떨어지면 패배자 모드가 되기도 한다. 마음이 동하지 않으면 전혀 일을 할 수 없게 되고, 담당편집자나 팬의 말 한마디에 상처도 잘 받는다.

### 『타올라라 펜』 등장인물
모리바야시(일본어: 森林)
『타올라라 펜』 시절의 수석 어시. 이후 독립해서 『인사이더 견』이라는 자기 작품을 연재하게 된다.
오오노 쿄코(일본어: 大野 暁子)
신인 어시. 호노오와 모리바야시에게 만화를 그린다는 것이 전쟁과 같음을 배워나간다.
우카츠 켄지(일본어: うかつ けんじ)
나카츠 켄지를 모델로 한 인물. 호노오의 라이벌 만화가. 연재하는 만화의 장르가 야구 만화로 겹쳐서 호노오와 경쟁했다. 『백구 나인』이라는 야구만화를 연재한다. 『울어라 펜』에도 등장했다.
이시지마 카츠히코(일본어: 石島 克彦)
호노오의 초기 작품 『폭풍 전학생』의 애니메이션판 감독. 니시지마 카츠히코가 모델이다.

### 불꽃 프로덕션
시마모토 카즈히코의 실제 화실 “(주) 빅뱅프로젝트”가 모델이며, 인물들 역시 실제 어시들이 모델이다.
마에스기 히로(일본어: 前杉 英雄)
『울어라 펜』 1화에서 불꽃 프로덕션에 어시로 입사했다. 이야기 진행과 함께 성장해 나가는 제2의 주인공. 화실에서 주로 “히어로(ヒーロー)”라고 불린다.
야스(일본어: ヤス)
수석 어시. 폭주하기 쉬운 호노오와 다른 어시들을 냉정하게 타이르는 억제기 역할을 한다. 하지만 근본적으로는 그 역시 열혈계다. 배경작화 및 전체 마무리를 담당한다.
다이테츠(일본어: 大哲)
특촬물 등 아동 방송과 장난감을 각별히 좋아하는 어시. 모르는 것은 알아야 직성이 풀리는 성격이라 자료선별에 능력이 있다.
모유(일본어: 萌)
여성 어시. 호노오를 도작한 표절범으로 처음 등장했으나, 호노오의 열렬한 팬이었기 때문에 비상근 어시로 영입된다. 이미 자기 연재작을 가지고 있는 데뷔한 작가다. 호노오와 똑같은 터치로 그림을 그릴 수 있어서 마감이 급할 때 편리하지만, “인물은 호노오가 직접”이라는 신념이 강해서 주로 모브 캐릭터 등을 담당한다. 호노오의 럭비 헤드기어를 쓸 때만 “가짜 호노오 모유루” 모드가 된다. 잇폰기 방이 모델이다. 실제로 이벤트에서 잇퐁기가 모유 코스프레를 하고 무대에 올라온 적도 있다.

### 편집부
아카모리(일본어: 赤森)
만화 잡지 『월간 샤이닝』의 호노오 담당 편집자. 호노오에게 쓴소리를 하는 경우가 많다. 39화(단행본 기준 10권)에서 작품 내용에 영향을 끼칠 정도로 불화를 일으키다 계단에서 굴러 다쳤다. 그 이후로 출연은 있지만 활약은 활약은 줄었다.
호시 쿠레나이(일본어: 星紅)
제9화(단행본 기준 3권)부터 등장. 『월간 샤이닝』의 편집 데스크. 가면을 쓴 공포의 여성. 호노오의 천적 가운데 하나. 굉장히 드센 성격으로, 만화가나 다른 회사 편집자들에게 가차없이 니킥을 날린다.  『신 울어라 펜』 26화(단행본 7권)에서 편집장으로 승진했고, 27화에서는 그녀가 가면을 쓰는 이유가 주제가 된다. 원래 특별히 실존인물을 모델로 하지 않은 캐릭터였는데, 그리다 보니 『월간 선데이 제넥스』의 실제 편집 데스크인 코무로 토키에(小室時恵)와 너무 닮아져서 시마모토가 전화로 혼났다는 에피소드가 있다. 이후 코무로가 편집장으로 승진함에 따라 호시 쿠레나이도 편집장으로 승진했다.
보타 큐(일본어: ボタQ)
『월간 샤이닝』 편집장. 특별한 능력도 없이 “선반에서 보타모치”(수고 없이 무언가를 얻음을 뜻하는 속담)처럼 편집장이 되었다고 이렇게 불린다. 모델은 전 『월간 선데이 제넥스』 편집장 쿠보타 시게오(久保田 滋夫).

### 다른 만화가들
나가레보시 쵸이치로(일본어: 流れ星 超一郎)
제10화(단행본 3권)부터 등장. 이후 준 레귤러가 된다. 초창기에는 비교적 상식인이었지만 진행될수록 바보가 되어간다. “복선을 회수하는 것보다 매번 재미있는 것이 중요”하다는 주의를 가지고 있다.
후지타카 쥬비로(일본어: 富士鷹 ジュビロ)
제32화(단행본 8권)뿌터 등장. 이후 준 레귤러가 된다. 후지타 카즈히로가 모델. 호노오와 라이벌 관계다. 『헛짓거리 서비스』가 대표작이다.
와다치 미츠루(일본어: わだち 充)
고명한 원로 만화가. 아다치 미츠루가 모델.
리쿠노 치카(일본어: 陸野 地下)
『신 울어라 펜』 29화(단행본 8권)에 등장. 우미노 치카가 모델. 『소녀 커밍』에 연재 중인 인기 만화가.